# Voie ferrée longitudinale nord
La Voie ferrée longitudinale nord est une ligne ferroviaire en construction en Russie, dans la Péninsule de Yamal. Il s'agit d'un tronçon de 707 kilomètres à Écartement russe destiné au transport de gaz liquéfié et de pétrole, qui devrait entrer en service à compter de 2023.